# Обэри-Окаимэ

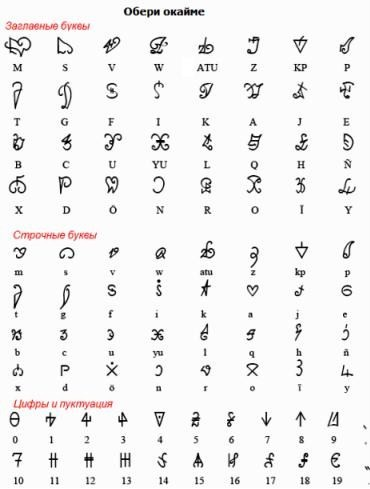
алфавит Obɛri ɔkaimɛ

Obɛri ɔkaimɛ (Обэри Окаимэ) — название письменности, изобретённой около 1931 года христианской религиозной сектой Obɛri ɔkaimɛ для языка этой секты.

## История
Первым упомянул об этой письменности в 1947 году Р. Ф. Дж. Адамс в «African Journal». Она была создана около 1931 года сектой Obɛri ɔkaimɛ для одноимённого языка, который, вероятно, был создан в одно время с письменностью. Секта располагалась в деревне Икпа близ города Иере в округе Иту провинции Калабар на юго-востоке Нигерии. Само название, по мнению сектантов, было дано Семинантом — «святым духом» секты. По утверждению главы секты, он был обучен этому языку духом, а письменность явилась во сне его ученику, который её запомнил и записал. В 1936 году сектой была основана школа, в которой обучали новому языку и письменности, однако руководители секты подверглись за это преследованиям и штрафам, так как открытие школы нарушало нигерийский закон об образовании. По словам Адамса, язык Obɛri ɔkaimɛ отличается от ибибио — разговорного языка той местности.

## Алфавит
Алфавит состоит из 86 символов: 32 заглавных буквы (M, S, V, W, AT, S, KP, P, T, G, F, I, K, A, J, E, B, C, U, YU, L, Q, H, Ñ, X, D, O, N, R, O, I, Y), 32 строчных, отличающихся по форме от заглавных, 20 цифр для чисел от 0 до 19, запятая, использующаяся как и в европейских языках, и две параллельные чёрточки, заменяющие знак препинания точку.

## Происхождение
Письменность Obɛri ɔkaimɛ не схожа ни с одной из существующих письменностей мира, однако в определённых знаках можно увидеть влияние латиницы. Согласно Адамсу, можно выделить две основные теории происхождения этого письма: первая теория заключается в связи Obɛri ɔkaimɛ с письмом нсибиди, согласно другой теории, Obɛri ɔkaimɛ — это некое зеркальное письмо, секрет которого можно раскрыть, поместив знаки этого письма перед зеркалом. Однако сам Адамс не принимает ни одной из этих теорий. По словам британского лингвиста Дэвида Дирингера, это письмо является недавно созданной тайнописью, и большинство его знаков могло быть создано произвольно на основе европейских, либо других письменностей.